# Carson Foster
Carson Foster (Cincinnati, 26 de outubro de 2001) é um nadador estadunidense.

## Carreira
Foster estava no topo de sua faixa etária desde muito jovem e ganhou atenção aos dez anos de idade, quando bateu o recorde de Michael Phelps na faixa etária dos EUA nos 50 metros borboleta e se tornou o mais jovem americano a completar a distância abaixo de 30 segundos a 29,91 segundos poderia nadar.
Em 2017, aos 15 anos, disputou o Mundial Júnior em Indianápolis e foi vice-campeão no revezamento 4 x 200 metros livre e 200 metros costas.
No Campeonato Mundial de Pista Curta de 2021 em Abu Dhabi, Foster tornou-se campeão mundial no revezamento 4 x 200 metros livre e ganhou prata nos 200 metros medley individual e bronze nos 400 metros medley individual.
Em 2022, ele também se tornou campeão mundial de percurso longo com o revezamento 4 x 200 metros livre no Campeonato Mundial em Budapeste e conseguiu defender com sucesso seu título de percurso curto com o revezamento em Melbourne. Ele também se tornou vice-campeão mundial nos 200 e 400 metros medley individuais em Budapeste.
Foster também se tornou vice-campeão nos 400 metros medley no Campeonato Mundial de 2023 em Fukuoka.
No Mundial de 2024, em Doha, Foster conquistou três medalhas e, entre outras coisas, tornou-se vice-campeão nos 200 metros medley individual. Cinco meses depois, nos Jogos Olímpicos de Paris, ele ficou em terceiro lugar nos 400 metros medley e em segundo no revezamento 4 x 200 metros medley.